# Милон IV (Бар-сюр-Сен)
Милон IV (фр. Milon IV de Bar; ок. 1170 — 17/18 августа 1219) — последний граф Бар-сюр-Сен, виконт Шартра.
Сын Гуго IV дю Пюизе и Петрониллы де Бар-сюр-Сен.

## Биография
После смерти отца в 1189 году унаследовал виконтство Шартр и шателению Пюизе, после смерти матери — графство Бар-сюр-Сен.
Не позднее 1197 года женился на Элисенде де Жуаньи, дочери графа Ренара IV де Жуаньи и Аделы Неверской, вдове Жана де Монреаля, сеньора д’Арси-сюр-Об. Их старший сын Гуго умер в младенчестве, дочь (имя не известно) — монахиня, второй сын — Гоше дю Пюизе считался наследником отца (он был женат на Элизабет де Куртене).
В составе армии короля Филиппа Августа в 1204 году Милон IV участвовал в осаде Руана.
С 1209 года участвовал в Альбигойском крестовом походе, осаде Безье и Каркассона.
В 1215 году во время войны за Шампанское наследство поддерживал Бланш Наваррскую и её сына Тибо против Эрара де Бриенна и его жены Филиппы Шампанской.
В 1218 году, оставив управление своими владениями жене, вместе с сыном отправился в крестовый поход. Они оба погибли при осаде Дамьетты: Гоше — 30 июля, Милон IV — 17/18 августа 1219 года.
Графство Бар-сюр-Сен унаследовали племянники, дети сестёр: одну половину — Лора де Пюизе, дочь Эльвизы де Пюизе, и сын Маргариты Симон де Брикон де Рошфор (Simon de Bricon seigneur de Rochefort). Последнему достались также виконтство Шартр и шателения Пюизе.
В 1223 году Лора де Пюизе и её муж Понс де Кюизо продали свою половину графства Бар-сюр-Сен Тибо IV Шампанскому. Раньше, в 1220 году, то же самое сделал и Симон де Рошфор. А в 1225 году свою вдовью часть продала и Элисенда де Жуаньи, сохранив при этом титул графини.